# Hồ Nhất Thống
Hồ Nhất Thống (sinh năm 1975) là một võ sĩ Taekwondo người Việt Nam. Mặc dù đoạt nhiều thành tích cao khi còn thi đấu Taekwondo, nhưng hiện nay anh lại đang là HLV đội tuyển shorinji kempo Việt Nam.

## Thành tích[1]
- Huy chương đồng giải Vô địch Thế giới 1999
- Huy chương vàng ASIAD 1998
- Huy chương vàng Sea Games 1997

## Khen thưởng
- Huân chương Lao động hạng nhì[1]

## Gia đình
Phu nhân của anh là Nguyễn Thị Huyền Diệu, cũng là một cựu vđv Taekwondo với nhiều thành tích chói sáng. Nhất Thống và Huyền Diệu biết nhau từ năm 1999, khi cùng tập huấn đội tuyển quốc gia.